# Kathleen Gati

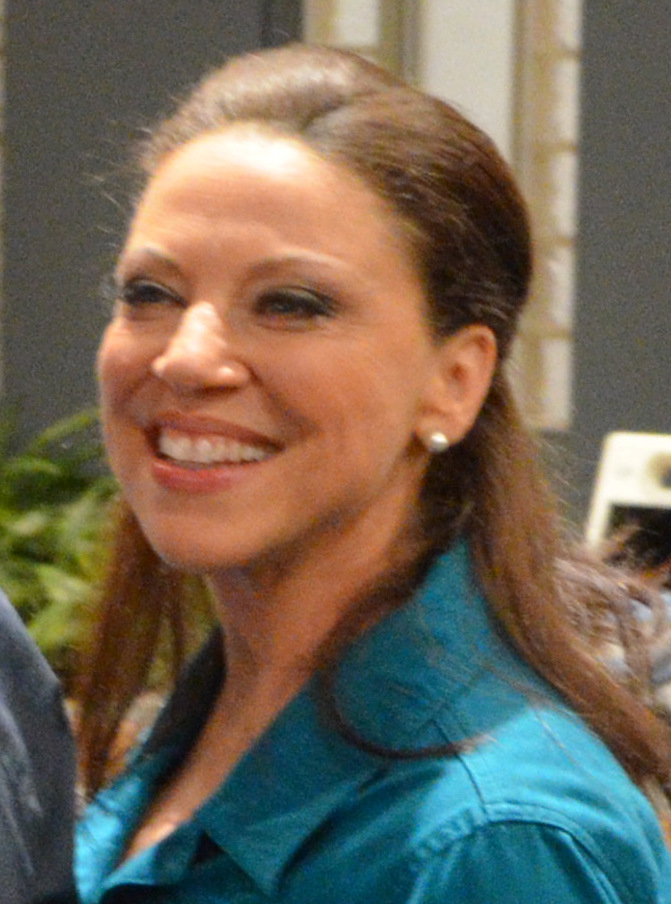
Kathleen Gati (2014)

Kathleen Gati (* 13. August 1957 in Montreal, Quebec) ist eine kanadische Schauspielerin.

## Leben und Leistungen
Gati hat ungarische Vorfahren. Ihr Vater war Dirigent, ihre Mutter Opernsängerin. Sie lernte Schauspielkunst in New York City. Gati debütierte im Kriminalfilm Die Frau mit der 45er Magnum von Abel Ferrara aus dem Jahr 1981. In der Komödie Für immer Lulu (1987) war sie an der Seite von Hanna Schygulla, Deborah Harry, Alec Baldwin und Annie Golden zu sehen. Im Musical Creating Rem Lezar (1989) spielte sie an der Seite von Jack Mulcahy eine der größeren Rollen.
Für die Rolle im ungarischen Filmdrama Goldberg variácók (1992) gewann Gati im Jahr 1993 den Hungarian Film Critics Award. Im ungarischen Dokumentarfilm A Színésznö és a halál (1993) trat sie als sie selbst auf, wofür sie 1995 einen Preis des Festivals Hungarian Film Week erhielt. In der Krimikomödie Der Himmel von Hollywood (2001) spielte sie an der Seite von Tom Berenger, Rod Steiger und Burt Reynolds. Im Jahr 2003 gründete sie ihr eigenes Produktionsunternehmen, Gati Arts Productions. In der Komödie The Optimist – Eine Familie mit besonderer Note (2006) verkörperte sie eine Tante von Lolita (Leelee Sobieski).

## Filmografie (Auswahl)
- 1981: Die Frau mit der 45er Magnum (Ms .45)
- 1986: Für immer Lulu
- 1989: Creating Rem Lezar
- 1992: Goldberg variácók
- 1993: A Színésznö és a halál
- 1994–1995: Patika (Fernsehserie)
- 1998: Die Falle (The Fall)
- 1999: Jakob der Lügner (Jakob the Liar)
- 2001: Der Himmel von Hollywood (The Hollywood Sign)
- 2002: Igby (Igby Goes Down)
- 2003: The Rain Has Forgotten Us (Kurzfilm)
- 2004: Meine Frau, ihre Schwiegereltern und ich (Meet the Fockers)
- 2006: The Optimist – Eine Familie mit besonderer Note (The Elder Son)
- 2006–2007: 24 (Fernsehserie, 6 Folgen)
- 2006: Desperate Housewives (Fernsehserie, Folge 3x07)
- 2006: Bones (Fernsehserie, Folge 2x03)
- 2007: Trade – Willkommen in Amerika (Trade)
- 2007: Ghost Whisperer (Fernsehserie, Folge 2x21)
- 2008: Kamen Rider: Dragon Knight
- 2008: House Bunny
- 2011: Transformers 3
- seit 2012: General Hospital (Fernsehserie, 281 Folgen)
- 2012, seit 2017: Arrow (Fernsehserie, 5 Folgen)
- 2013: Das magische Haus